# Panguitch
Panguitch é uma cidade localizada no estado norte-americano de Utah, no Condado de Garfield.

## Demografia
Segundo o censo norte-americano de 2000, a sua população era de 1623 habitantes.
Em 2006, foi estimada uma população de 1485, um decréscimo de 138 (-8.5%).

## Geografia
De acordo com o United States Census Bureau tem uma área de
3,5 km², dos quais 3,5 km² cobertos por terra e 0,0 km² cobertos por água.

## Localidades na vizinhança
O diagrama seguinte representa as localidades num raio de 40 km ao redor de Panguitch.